# حسبة برما
حسبة برما هي مقولة مشتهرة ومتداولة بين الناس ومضرب المثل والاسم الذي يطلق على أي مشكلة أو معضلة تقف أمام أي شخص كدليل على صعوبة حل هذه المشكلة.

## قصتها
كانت هناك فلاحة مصرية بسيطة تعمل في بيع البيض، وكانت كل يوم تقوم هذه الفلاحة بشراء البيض من أصحاب مزارع الدواجن ونقله عن طريق سلة كبيرة تضعها هذه الفلاحة فوق رأسها، وتقوم بنقلها إلى السوق لتبيع البيض، وفي أحد الأيام وأثناء قيام هذه الفلاحة بنقل البيض في طريقها إلى السوق لبيعه، اصطدمت بها دراجة كان يستقلها أحد الأشخاص أد أدى إلى اختلال توازن هذه الفلاحة، فسقطت السلة من على رأسها وتكسر كل ما فيها من بيض مرة واحدة، أخذ الرجل يعتذر للمرأة التي ظلت تبكي على مالها الذي ضاع.
ظلت المرأة تبكي وتولول على ضياع رأس مالها الذي تتكسب منه قوتها هي وأولادها، وتجمع المارة من حولها وجعلوا يخففون من وطأة الكارثة عليها، ويعدوها بالحل، ولكن عليها أن تهدأ أولًا، وبعد أن هدأت المرأة وعدها الجميع بتكفل الخسارة وتعويضها ولكن عليها أولًا أن تخبرهم عن عدد البيض الموجود بالسلة حتى يستطيعوا حساب الخسارة، فقالت لهم: إذا أحصيتموه بالثلاثة تتبقى بيضة، وإذا أحصيتموه بالأربعة تتبقى بيضة، وإذا أحصيتموه بالخمسة تتبقى بيضة، وإذا أحصيتموه بالستة تتبقى بيضة، وإذا أحصيتموه بالسبعة فلا يتبقى شيء.
جعل الناس ينظرون إلى بعضهم البعض وكيف بهم أن يعرفوا حل هذه الحسبة الغريبة، حتى جاء أحدهم وأخبرهم عن الحل وقال لهم: أن العدد هو 301 بيضة؛ وإذا تمت قسمة هذا العدد على سبعة كما أشارت الفلاحة لن يتبقى شيء، بعكس ما إذا تمت قسمته على 3، 4، 5، 6 فإنه يتبقى دائمًا واحد، وعندما قام الناس بتجربة هذا الحل وجدوه صحيح، فالرقم عندما يقسم على سبعة لا يتبقى منه شيء، وإذا قسم على أي من الأرقام الأخرى فإنه يتبقى دائمًا واحد، فقام الناس على الفور بجمع المبلغ ودفعوه للفلاحة التي سعدت بحل مشكلتها وبيعها للبيض كله، وعادت إلى بيتها لأولادها وهي مطمئنة البال.
ومنذ ذلك اليوم أصبحت “حسبة برما”  مضرب المثل والاسم الذي يطلق على أي مشكلة أو معضلة تقف أمام أي شخص كدليل على صعوبة حل هذه  المشكلة مثل حسبة برما التي حيرت قرية بأكملها وصاروا يحسبونها بدون أن يتوصلوا للحل بسهولة، وصارت قرية برما أحد القرى المصرية التي وردت في الأمثال الشعبية القديمة.

## المصدر
1. ↑  سامي، ايمان (29 أغسطس 2018). "قصة مقولة " حسبة برما "". مصر. إيمان سامي. مؤرشف من الأصل في 2018-01-25. اطلع عليه بتاريخ 2020-12-16.
2. ↑  الشهاوي، صلاح عبد الستار محمد (31 يناير 2012). "طنطا عاصمة محافظة الغربية زهرة وادي النيل وعروس الدلتا". التفاهم. سلطنة عمان: وزارة الأوقاف والشئون الدينية. ج. 10 ع. 35: 420–421.